# Limestone (Tennessee)

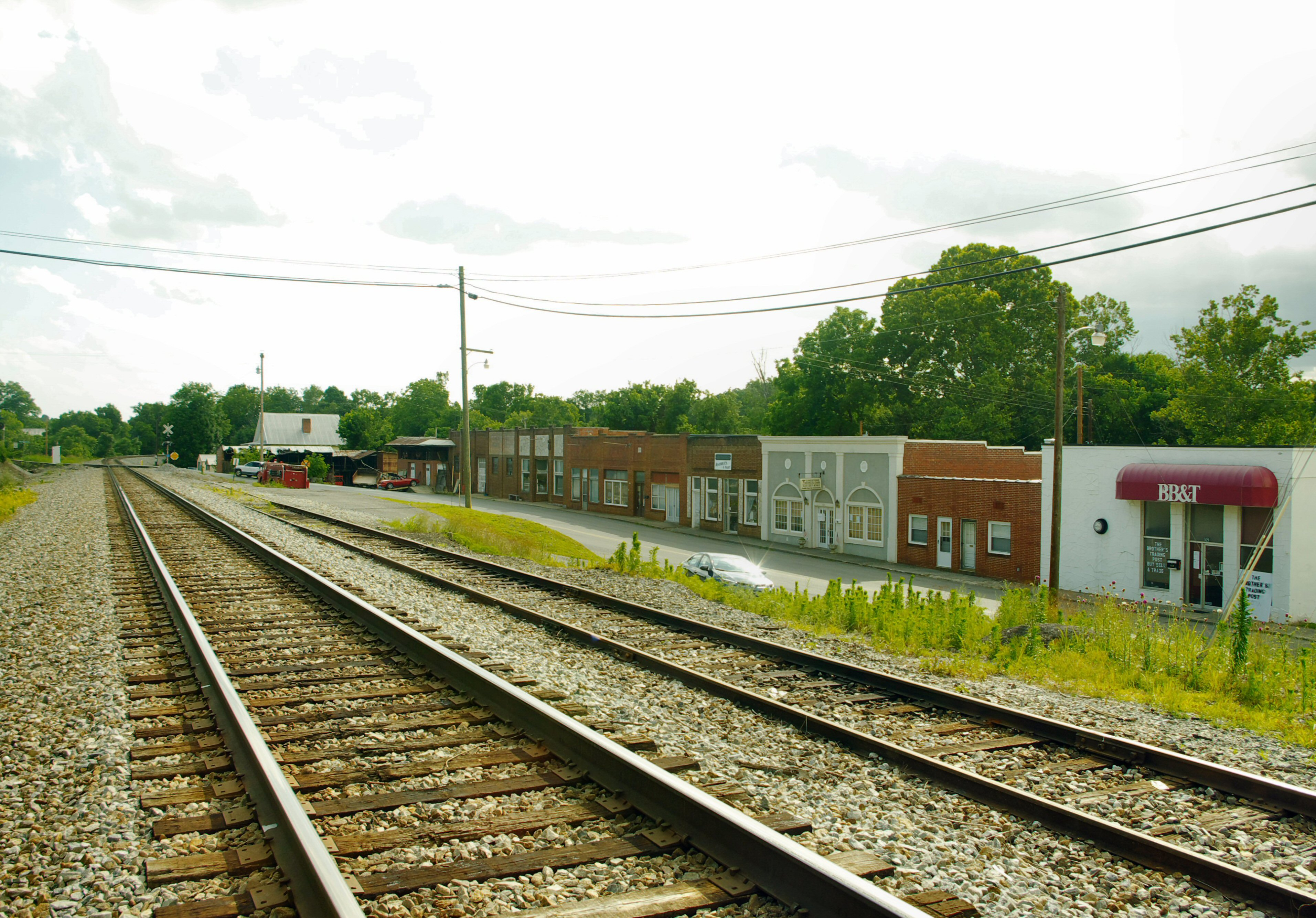
Gleise und Schaufenster von Norfolk Southern entlang der Big Limestone Road

Limestone ist eine nicht rechtsfähige Gemeinde an der Westgrenze des Washington County und der Ostgrenze des Greene County im nordöstlichen Teil des US-Bundesstaates Tennessee.
Limestone ist Teil der Johnson City (Tennessee) Metropolitan Statistical Area, das Teil des Johnson City–Kingsport–Bristol, TN-VA Combined Statistical Area ist – allgemein bekannt als „Tri-Cities“-Region. Die Postleitzahl lautet 37681.

## Geschichte
Die Washington College Academy wurde 1780 von Rev. Samuel Doak in Limestone gegründet und war die erste Institution, die den Namen des ersten amerikanischen Präsidenten trug. Limestone war der Geburtsort von David Crockett (1786) und John und Rebecca Crockett. Das Gillespie House, 1792 vom Siedlerpionier George Gillespie erbaut, steht noch immer aus Limestone. Einer der Drehorte im Fernsehfilm „Goodbye, Miss 4th of July“ (1988) war das Old Stone House in Limestone.

## Bildung
Schülerinnen und Schüler im Washington County-Teil besuchen:
- West View Elementary School (Grundschule; Klasse PK-8)
- Grandview Elementary School (Grundschule; Klasse PK-8)
- David Crockett High School (Grundschule; Klassen 9–12)